# Dare to Be Stupid
Dare to Be Stupid (Ouse Ser Idiota) é o terceiro álbum do músico norte-americano "Weird Al" Yankovic, lançado em 1985 pela gravadora Scotti Brothers Records. Uma paródia da canção "When Doves Cry", do cantor Prince, foi planejada por "Weird Al", mas recusada pelo cantor norte-americano.

## Faixas
| Faixa | Nome                                                                       | Duração | Paródia de                                      | Descrição |
| ----- | -------------------------------------------------------------------------- | ------- | ----------------------------------------------- | --- |
| 1     | "Like a Surgeon" (Como Um Cirurgião)                                       | 3:32    | "Like a Virgin" por Madonna                     | Sobre um cirurgião incopetente fazendo uma cirurgia. |
| 2     | "Dare to Be Stupid" (Ouse Ser Idiota)                                      | 3:25    | Devo                                            | Descreve várias coisas idiotas de se fazer como "coloque sua cabeça no microondas e se bronzeie". A canção foi utilizada no filme The Transformers: The Movie como o tema dos Junkions. O músico MC Chris fez um cover da canção em 2007. |
| 3     | "I Want a New Duck" (Eu Quero um Pato Novo)                                | 2:41    | "I Want a New Drug" por Huey Lewis and the News | A canção trata do desejo do cantor de arranjar um pato de estimação melhor. |
| 4     | "One More Minute" (Mais Um Minuto)                                         | 4:04    | Doo-wop e Elvis Presley                         | O cantor descreve as torturas pelas quais preferiria passar a ficar mais um minuto com sua namorada. "Weird Al" escreveu essa canção sobre uma ex-namorada sua, cuja foto pode ser vista no vídeo. |
| 5     | "Yoda"                                                                     | 3:58    | "Lola" por The Kinks                            | Descreve os eventos ocorridos em Dagobah no filme O Império Contra-Ataca, sob o ponto de vista de Luke Skywalker |
| 6     | "George of the Jungle"                                                     | 1:05    | Cover do tema de George, o Rei da Floresta      | Nenhuma descrição Disponível |
| 7     | "Slime Creatures from Outer Space" (Criaturas Gosmentas do Espaço Sideral) | 4:23    | synthpop                                        | A Terra é atacada pelos seres mencionados no título da canção. |
| 8     | "Girls Just Want to Have Lunch" (Garotas Só querem Amoçar)                 | 2:48    | "Girls Just Want to Have Fun" por Cyndi Lauper  | Canção sobre o hábito de toda garota de fazer nada mais do que almoçar. |
| 9     | "This Is the Life" (Esta é a Vida)                                         | 3:06    | Original                                        | Um rico se gaba. |
| 10    | "Cable TV" (TV A Cabo)                                                     | 3:38    | Randy Newman                                    | O cantor descreve sua paixão por televisão a cabo. |
| 11    | "Hooked on Polkas"                                                         | 3:51    | Uma das Polka Medleys                           | Inclui trechos das seguintes canções: - "12th Street Rag" por Euday L. Bowman - "State of Shock" por The Jacksons - "Sharp Dressed Man" por ZZ Top - "What's Love Got to Do with It" por Tina Turner - "Method of Modern Love" por Hall & Oates - "Owner of a Lonely Heart" por Yes - "We're Not Gonna Take It" por Twisted Sister - "99 Luftballons" por Nena - "Footloose" por Kenny Loggins - "The Reflex" por Duran Duran - "Metal Health (Bang Your Head)" por Quiet Riot - "Relax" por Frankie Goes to Hollywood - "Ear Booker Polka" por "Weird Al" Yankovic |

| Críticas profissionais                                                      | Críticas profissionais |
| Avaliações da crítica                                                       | Avaliações da crítica  |
| Fonte                                                                       | Avaliação              |
| --------------------------------------------------------------------------- | ---------------------- |
| Allmusic                                                                    | [ 1 ]                  |
| Rolling Stone                                                               | (sem classificação)    |
| Sputnikmusic                                                                | [ 3 ]                  |
| Esta tabela precisa de ser acompanhada por texto em prosa. Consulte o guia. |                        |

## Paradas
| Ano  | Parada            | Posição |
| ---- | ----------------- | ------- |
| 1985 | The Billboard 200 | 50      |

## Formação
- "Weird Al" Yankovic - sintetizador, teremim, acordeão, voz, vocais
- Jim West - guitarra, vocais
- Rick Derringer - guitarra
- Steve Jay - banjo, baixo, vocais
- Pat Regan - sintetizador
- Jon "Bermuda" Schwartz - percussão, bateria
- Gary Herbig - clarinete, saxofone
- Joel Peskin - clarinete
- Warren Luening - trompete
- Bill Scott - Iodelei em "George of the Jungle"
- Al Viola - scratching
- The Waters Sisters - voicais
- Belen Alvarez - The Queen

### Produção
- Engenharia de som: Tony Papa
- Direção de arte: Lane Donald
- Fotografia: Lou Beach
- Ilustrações: Dennis Keeley